# La Roche-Rigault
La Roche-Rigault és un municipi francès situat al departament de la Viena i a la regió de la Nova Aquitània. L'any 2007 tenia 536 habitants.

## Demografia

### Població
El 2007 la població de fet de La Roche-Rigault era de 536 persones. Hi havia 228 famílies de les quals 52 eren unipersonals (24 homes vivint sols i 28 dones vivint soles), 100 parelles sense fills, 72 parelles amb fills i 4 famílies monoparentals amb fills.
La població ha evolucionat segons el següent gràfic:
Habitants censats

### Habitatges
El 2007 hi havia 323 habitatges, 226 eren l'habitatge principal de la família, 47 eren segones residències i 50 estaven desocupats. 315 eren cases i 7 eren apartaments. Dels 226 habitatges principals, 193 estaven ocupats pels seus propietaris, 26 estaven llogats i ocupats pels llogaters i 7 estaven cedits a títol gratuït; 3 tenien una cambra, 14 en tenien dues, 50 en tenien tres, 56 en tenien quatre i 103 en tenien cinc o més. 177 habitatges disposaven pel capbaix d'una plaça de pàrquing. A 90 habitatges hi havia un automòbil i a 114 n'hi havia dos o més.

### Piràmide de població
La piràmide de població per edats i sexe el 2009 era:
| Homes | Edats   | Dones |
| ----- | ------- | ----- |
| 0     | 95 o +  | 0     |
| 0     | 90 a 94 | 0     |
| 0     | 85 a 89 | 4     |
| 12    | 80 a 84 | 12    |
| 24    | 75 a 79 | 8     |
| 8     | 70 a 74 | 20    |
| 20    | 65 a 69 | 20    |
| 20    | 60 a 64 | 12    |
| 8     | 55 a 59 | 4     |
| 12    | 50 a 54 | 32    |
| 16    | 45 a 49 | 12    |
| 32    | 40 a 44 | 20    |
| 28    | 35 a 39 | 24    |
| 12    | 30 a 34 | 8     |
| 0     | 25 a 29 | 0     |
| 16    | 20 a 24 | 8     |
| 16    | 15 a 19 | 24    |
| 32    | 10 a 14 | 0     |
| 16    | 5 a 9   | 16    |
| 4     | 0 a 4   | 0     |

## Economia
El 2007 la població en edat de treballar era de 333 persones, 238 eren actives i 95 eren inactives. De les 238 persones actives 214 estaven ocupades (129 homes i 85 dones) i 24 estaven aturades (7 homes i 17 dones). De les 95 persones inactives 35 estaven jubilades, 36 estaven estudiant i 24 estaven classificades com a «altres inactius».

### Ingressos
El 2009 a La Roche-Rigault hi havia 231 unitats fiscals que integraven 574 persones, la mediana anual d'ingressos fiscals per persona era de 15.596 €.

### Activitats econòmiques
Dels 21 establiments que hi havia el 2007, 2 eren d'empreses de fabricació d'altres productes industrials, 6 d'empreses de construcció, 6 d'empreses de comerç i reparació d'automòbils, 2 d'empreses d'hostatgeria i restauració, 1 d'una empresa d'informació i comunicació, 1 d'una empresa immobiliària i 3 d'empreses de serveis.
Dels 7 establiments de servei als particulars que hi havia el 2009, 1 era un guixaire pintor, 2 fusteries, 2 lampisteries, 1 empresa de construcció i 1 restaurant.
Dels 2 establiments comercials que hi havia el 2009, 1 era una botiga de roba i 1 una botiga de material esportiu.
L'any 2000 a La Roche-Rigault hi havia 40 explotacions agrícoles que ocupaven un total de 2.150 hectàrees.

## Equipaments sanitaris i escolars
El 2009 hi havia una escola elemental integrada dins d'un grup escolar amb les comunes properes formant una escola dispersa.

## Poblacions més properes
El següent diagrama mostra les poblacions més properes.